# Hospital de Santa Cristina de Somport
El monasterio y hospital de Santa Cristina de Somport es, actualmente, un yacimiento arqueológico que recoge los restos de lo que fue una hospedería situada en el término municipal de Aísa (Huesca), en el alto del puerto de Somport, cerca de Candanchú, en los Pirineos, en España. Está considerado como un Bien de Interés Cultural por el Decreto 69/2006, de 7 de marzo, del Gobierno de Aragón, en la categoría de conjunto de interés cultural. El monasterio y hospital de Santa Cristina nació con la función de proporcionar a pobres, enfermos, viajeros y a los peregrinos del Camino de Santiago un lugar donde encontrar refugio y asistencia. Su origen puede datarse de finales del siglo XI pudiéndose considerar el siglo XII el de su consolidación como institución y su mayor expansión el siglo XIII.

## Historia
La documentación que acredita su existencia en el siglo XII viene, entre otros, del Codex Calixtinus, atribuido a Aymeric Picaud, en concreto en el Liber peregrinationis (capítulo III), en el cual se consideraba el complejo de Santa Cristina de Somport como uno de los más señalados: "lugares santos, templos de Dios, lugar de recuperación para los bienaventurados peregrinos, descanso para los necesitados, alivio para los enfermos, salvación de los muertos y auxilio para los vivos". 
Además, en la misma fuente se le cita como uno de los tres hospitales más importantes del mundo cristiano, junto al de Jerusalén y el de Mont-Joux en el paso del Gran San Bernardo, denominándolo por ello Unum Tribus Mundi.
Otro documento muy antiguo en que se habla de Santa Cristina data de los primeros años del siglo XII (año 1100) y se refiere a una donación de rentas al hospital por parte el rey de Aragón Pedro I, y otros documentos hacen referencia a otras donaciones por parte de otros nobles aragoneses como la de los vizcondes de Bearne, Gastón y Talesa, así como a la protección que siempre le dedicaron.Se duda sobre quién fundó originalmente el hospital, muy probablemente el rey Pedro I o el vizconde Gastón IV de Beárn, se sabe que a finales del reinado de Sancho Ramírez ya existía en Canfranc una alberguería que pudo ser trasladada a Somport.
En su origen estuvo vinculado a la Orden del Santo Sepulcro de Jerusalén, aunque a principios del siglo XIII, el monasterio adquiere autonomía convirtiéndose en sede de la Orden de Santa Cristina, de carácter militar y hospitalario, Fue tal la importancia de éste Monasterio-Hospital en su época de apogeo que los frailes del mismo establecieron una encomienda por los monasterios de ambas vertientes de los Pirineos, destacando los fundados en Maltray, Navarra, Tarazona, Calatayud, Castejón de Valdejasa, las iglesias y hospitales de Roncesvalles, Tudela y Soria, todos ellos se regían como dependencias del priorato de Santa Cristina.
En septiembre de 1213, tra la derrota del ejército aragonés contra los cruzados franceses en la batalla de Muret, el cadáver del difunto y excomulgado rey de Aragón Pedro II el católico, fue recogido por los caballeros hospitalarios de Tolosa y enterrado provisionalmente en el monasterio-hospital hasta que en 1217, una bula del papa Honorio III autorizó el traslado de sus restos al Real Monasterio de Santa María de Sigena, donde fue inhumado finalmente fuera del recinto sagrado.
La decadencia del monasterio-hospital comenzó en el siglo XIV en que se producen, de un lado, las disputas entre los miembros de la comunidad religiosa que lo regentaba (cuando la comunidad de canónigos regulares de San Agustín, fue sustituida por la de los Dominicos), y, de otro, la dispersión y reducción de las rentas concedidas. Esta situación llevó a que los peregrinos eligieran otras rutas, desplazándose el paso más concurrido por los Pirineos a Roncesvalles. a esto se le sumó en el siglo XVI las guerras entre católicos y hugonotes que asolaron la frontera, lo que provocó que los monjes abandonaran el hospital y se establecieran en su iglesia-palacio de Jaca. En 1607 se suprimió el clero regular, residiendo el prior en la Seo de Zaragoza.
En el año 1706 el monasterio-hospital sufrió un incendio que dejó la construcción totalmente arruinada, y aunque se procedió a la reconstrucción de parte del complejo, fue gravemente afectado durante los combates entre guerrilleros aragoneses y las tropas napoleónicas en la Defensa de Canfranc de 1808, el proceso de desamortización del año 1835 acabó provocando su definitiva desaparición.

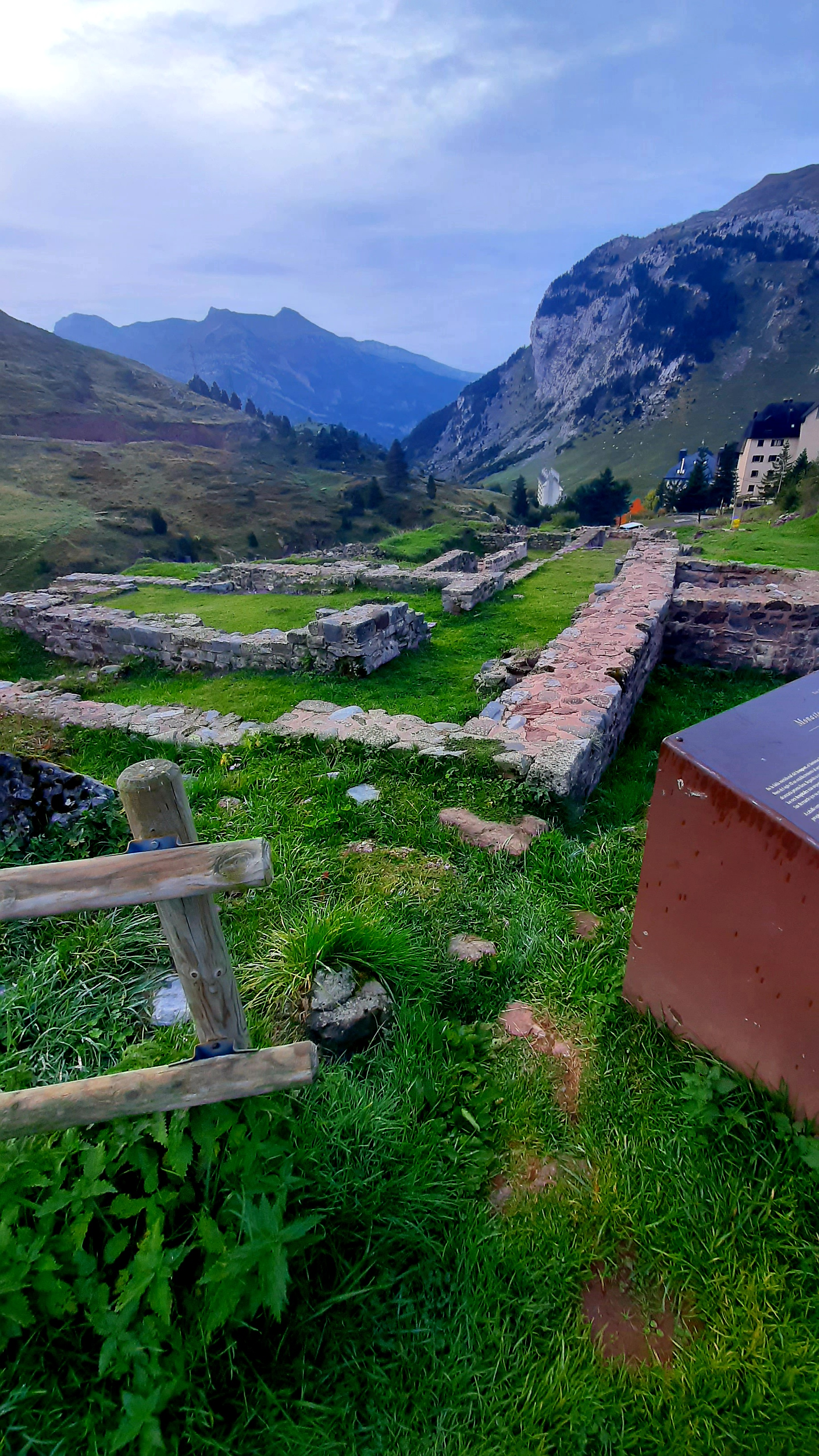
Hospital de Santa Cristina de Somport, hoy un yacimiento arqueológico

La importancia del hospital en época medieval viene de que muchos peregrinos cruzaban el antiguo Sommus Portus romano para llegar a Santiago de Compostela, tomando la rama del Camino de Santiago vía Tolosana y el valle de Aspe , en vez de la que entra en la península ibérica por Mauleón-Licharre y Roncesvalles. Uno de los puntos más difíciles del camino era el paso de los Pirineos, por la dureza de los montes y las malas condiciones climatológicas. Cuando los peregrinos habían subido el puerto, a menudo cansados, hambrientos y enfermos, el hospital era un buen lugar para descansar. Según cuenta el Codex Calixtinus y el Liber Sancti Iacobi, libro en el que se recogen las cuatro rutas oficiales del camino que cruzaban Francia, a los peregrinos se les daba hospedaje gratuitamente tres días, dándoles de comer y cenar. Si estaban enfermos se les cuidaba hasta que se recuperasen. Si moría un peregrino, se le enterraba en la pequeña fosa junto a la capilla.

### Leyenda sobre la fundación
Se cuenta que al volver de la cruzada en Hispania, dos caballeros francos anónimos, atrapados por un temporal de nieve, decidieron hacer un pequeño refugio en Somport para hospedar a los peregrinos que a menudo morían en este punto del Camino de Santiago por hambre, la nieve y las bestias de los montes.
Cuando estaban discutiendo sobre el mejor lugar para levantar el refugio, apareció una paloma blanca que llevaba en su pico una cruz de oro que dejó en el sitio en el que Dios había señalado que debía hacerse la iglesia. Así, la noticia se extendió por toda la tierra y se hicieron tantas donaciones que los caballeros no hicieron un pequeño refugio como habían pensado, sino un gran hospital. Desde ese momento, el emblema del hospital fue una paloma blanca con una cruz dorada en el pico.

## Descripción

1. Hospital y taberna
2. Iglesia
3. Necrópolis
4. Monasterio.

Gracias a las excavaciones arqueológicas y a las crónicas que dan noticia sobre la distribución de los edificios, se ha podido conocer el aspecto que tuvo el hospital en su época de esplendor. El complejo constaba de varias edificaciones entre las que destacaban:

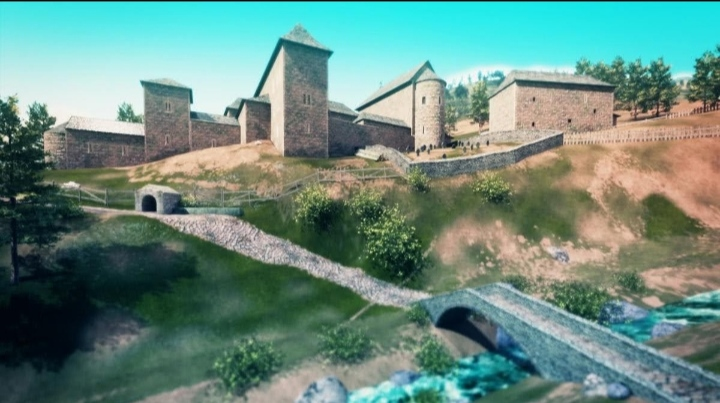
Reconstrucción del Monasterio y Hospital de Santa Cristina de Somport, en el siglo.

- La iglesia con su sacristía y la necrópolis cercana.
- La ermita.
- La casa de los monjes.
- El palacio prioral.
- El hospital y el mesón.
- Dependencias secundarias que eran necesarias para el desarrollo de sus actividades religiosas y asistenciales.[3]

La iglesia, es un pequeño edificio religioso levantado siguiendo el estilo románico y datada entre los siglos XII y XIII. Presenta una sola nave con ábside semicircular situado hacia el este.
Junto a la iglesia se alzaba la taberna del siglo XVIII, donde comían los peregrinos. Al otro lado de la iglesia se encontraba la necrópolis, donde aún se pueden ver las sepulturas de piedra. El monasterio también estaba situado junto a la iglesia, del lado más cercano a Francia, lugar en el que antes del siglo XVIII se encontraba la taberna.
Según el historiador fray Francisco Lalana, más abajo se encontraban el palacio del prior y la ermita de Santa Bárbara.